# Lliga catalana de bàsquet masculina 1992-1993
Fou la 13a edició de la Lliga catalana de bàsquet. Aquesta edició va estar marcada per la mort durant la competició del capità del TDK Manresa, Pep Pujolràs en accident de trànsit, l'organització en homenatge li va atorgar el premi al millor jugador.

## Primera ronda[1]
6 de setembre, Pavelló Nou Congost, Manresa
| Equip 1 | Marcador | Equip 2    |
| ------- | -------- | ---------- |
| Andorra | 71–61    | Girona     |
| Manresa | 80–77    | Granollers |

## Semifinals
| Equip 1   | Marcador | Equip 2 |
| --------- | -------- | ------- |
| Barcelona | 73–60    | Andorra |
| Joventut  | 75–72    | Manresa |

| 10 setembre 1992 | FC Barcelona                  | 73–60 | BC Andorra                     | Pavelló Nou Congost, Manresa Assistència: 4.900 espectadors Àrbitres: Pizarro, Láinez |
| 10 setembre 1992 | Pts: Savic 17 Rebs: Norris 12 |       | Pts: Ortiz 14 Rebs: Godfread 7 | Pavelló Nou Congost, Manresa Assistència: 4.900 espectadors Àrbitres: Pizarro, Láinez |

| 10 setembre 1992 | Club Joventut de Badalona                                | '75'–72 | Bàsquet Manresa                 | Pavelló Nou Congost, Manresa Assistència: 4.800 espectadors Àrbitres: Galerón, Catalán |
| 10 setembre 1992 | Resultat per meitats: 50-37, 25-35                       |         |                                 | Pavelló Nou Congost, Manresa Assistència: 4.800 espectadors Àrbitres: Galerón, Catalán |
| 10 setembre 1992 | Pts: Villacampa 20 Rebs: Kopicki, Villacampa, Martínez 5 |         | Pts: Singleton 21 Rebs: Hall 15 | Pavelló Nou Congost, Manresa Assistència: 4.800 espectadors Àrbitres: Galerón, Catalán |

## Final
| 11 setembre 1992 20:30 | Club Joventut de Badalona                                                                        | '89'–79 | FC Barcelona                                                         | Pavelló Nou Congost, Manresa Assistència: 5.000 espectadors Àrbitres: Mas, Mitjana |
| 11 setembre 1992 20:30 | Resultat per meitats: 41–45, 48–34                                                               |         |                                                                      | Pavelló Nou Congost, Manresa Assistència: 5.000 espectadors Àrbitres: Mas, Mitjana |
| 11 setembre 1992 20:30 | Pts: Villacampa, Martínez, Smith 18 Rebs: Smith 12 Assist: T. Jofresa, Villacampa 4 Rec: Smith 4 |         | Pts: Savic 21 Rebs: Norris 6 Assist: Galilea, Norris 3 Rec: Norris 3 | Pavelló Nou Congost, Manresa Assistència: 5.000 espectadors Àrbitres: Mas, Mitjana |

| Joventut |  | Barcelona |

| Cinc inicial: | Cinc inicial: | Cinc inicial:             | P  | R  | A |
| ------------- | ------------- | ------------------------- | -- | -- | - |
| P             | 4             | Joseph Kopicki            | 5  | 3  | 0 |
| B             | 5             | Rafael Jofresa            | 6  | 2  | 1 |
| B             | 6             | Tomàs Jofresa             | 9  | 0  | 4 |
| A             | 8             | Jordi Villacampa          | 18 | 4  | 4 |
| P             | 10            | Cornelius Thompson        | 13 | 3  | 1 |
| A             | 11            | Harold Pressley           | 2  | 7  | 1 |
| P             | 12            | Juan Antonio Morales      | 0  | 2  | 1 |
| P             | 13            | Ferran Martínez i Garriga | 18 | 6  | 1 |
| A             | 15            | Mike Smith                | 18 | 12 | 1 |
| Entrenador:   |               |                           |    |    |   |
| Manuel Sáinz  |               |                           |    |    |   |

| Campió de la Lliga Catalana 1992     |
| ------------------------------------ |
| Club Joventut de Badalona Sisè títol |

| Cinc inicial:       | Cinc inicial: | Cinc inicial:        | P  | R | A |
| ------------------- | ------------- | -------------------- | -- | - | - |
| A                   | 4             | Andrés Jiménez       | 8  | 1 | 1 |
| B                   | 5             | José Luis Galilea    | 5  | 0 | 3 |
| E                   | 6             | Roger Esteller       | 10 | 1 | 1 |
| P                   | 8             | Bernardino Tamames   | 3  | 1 | 0 |
| P                   | 9             | Michael Jones        | 13 | 2 | 0 |
| B                   | 10            | José Antonio Montero | 5  | 2 | 2 |
| P                   | 11            | Zoran Savic          | 21 | 4 | 2 |
| A                   | 12            | José Antonio Paraíso | 2  | 1 | 0 |
| P                   | 14            | Audie Norris         | 8  | 6 | 3 |
| A                   | 15            | Epi                  | 4  | 0 | 1 |
| Entrenador:         |               |                      |    |   |   |
| Aíto García Reneses |               |                      |    |   |   |